# Vila Franca (Viana do Castelo)
Vila Franca est une paroisse civile portugaise (en portugais : freguesia) de la municipalité de Viana do Castelo, dans le district de Viana do Castelo.
Lors du recensement de 2021, Vila Franca compte 1 686 habitants.